# Лесные марийцы
Лесные марийцы (горномар. Кожла мары, луговомар. Кожла марий) — группа горных марийцев, проживающая на левом берегу Волги на западе Марий Эл.

## Расселение и численность
Сформировались в XIII—XVI веках в бассейнах рек Ветлуга, Рутка, Арда, Парат. Их основными занятиями были охота, рыболовство, бортничество, сбор даров леса. Жителям сурового лесного края приходилось отстаивать свою свободу, право на владение своими угодьями, освоенными в неимоверно трудных условиях. Русские переселенцы начали осваивать обширные лесные пространства с XVII века.

## Этноним
Этноним лесные черемисы русского происхождения. Горные люди, переселившие в низменное лесное Заволжье, по характеру местности, в которой они проживают, получили название лесных.

## Известные лесные марийцы
- Токсубай
- Тохпай